# Elemental
Elemental es el cuarto álbum del grupo británico Tears for Fears. Fue lanzado el 22 de junio de 1993, producido por Mercury, e incluye el éxito "Break It Down Again".
Se trata del primer álbum de Tears For Fears en cuatro años, tras The Seeds of Love, que fue lanzado en 1989, pero técnicamente puede considerarse un esfuerzo en solitario de Roland Orzabal, dado que Curt Smith ya había abandonado la banda.
El álbum fue grabado y mezclado de 1992 a 1993. Roland Orzabal contó con una alineación de músicos totalmente renovados y con ellos trabajó en este material que mostraba un Tears for Fears muy distinto al de versiones anteriores. "Elemental" desde el inicio revela una maduréz tanto en la temática de sus canciones como en el sonido, dejando atrás el Synth Pop y New Wave de los años ochenta para dar paso a un estilo Soft Rock y con ello cambiar de década en el plano musical.
El sencillo "Break it Down Again" fue el más exitoso del disco y llegó a ser hit internacional en varios países. Aunque el álbum no tuvo el éxito comercial de las anteriores producciones, destaca el sonido de canciones como "Goodnight Song" y "Cold". Para algunos especialistas este material contuvo letras que revelaban ciertos mensajes a modo de reclamo hacia Curt Smith, quien en 1991 había dejado la agrupación para mudarse a los Estados Unidos y emprender una carrera en solitario.

## Producción
Elemental fue el primer nuevo álbum de Tears for Fears en cuatro años, tras The Seeds of Love, de 1989. Sin embargo, a pesar de publicarse bajo el nombre de Tears for Fears, se trata básicamente de un trabajo en solitario de Roland Orzabal, ya que Curt Smith había abandonado el grupo en 1991.
Bueno, el hecho es que yo siempre había sido el compositor, y Curt dependía de mí para las canciones, y esas canciones eran cada vez menos a medida que pasaban los años... Y luego, durante "The Seeds of Love", yo también me hice cargo de la producción, así que se estaba convirtiendo en una banda de un solo hombre. Y al final se convirtió en uno en realidad. Teníamos muchos activos compartidos -en realidad, muchos pasivos- después de la última gira. Y yo me hice cargo de la dirección de la empresa. Ésta es sólo otra fase que atraviesa Tears for Fears".
Orzabal restó importancia públicamente a la pérdida de Curt Smith por parte de Tears for Fears, declarando: "La relación que tenía con Curt era como la de un productor con un artista.... Le ayudaba a hacer bien sus voces e incluso escribía sus canciones para él. No era realmente algo compartido". Smith publicó su primer álbum en solitario, Soul on Board, el 23 de agosto de 1993, más de dos meses después del lanzamiento de Elemental.  
Durante gran parte de la composición y grabación de Elemental, Orzabal contó con la ayuda del músico Alan Griffiths (1959-2017), un viejo conocido que ya había colaborado anteriormente con Tears for Fears. En 1978, Griffiths se convirtió en miembro fundador de la banda de Bristol Apartment, que se convirtió en la banda de música new wave The Escape en 1981. A principios de 1983, The Escape firmó con Phonogram Records, convirtiéndose en compañeros de sello de Tears for Fears. A finales de 1983, The Escape actuó como telonero de Tears for Fears; el grupo se disolvió a finales de 1984 y Griffiths y su compañero Nicky Holland se convirtieron en músicos de sesión para la gira mundial de 1985 de Tears for Fears. Holland tocó los teclados en The Seeds of Love de Tears for Fears, coescribiendo la mayoría de las canciones de ese álbum, y su antigua compañera Griffiths asumió un papel similar en la composición del primer álbum de Tears for Fears sin Curt Smith. Orzabal recordó más tarde: "Cuando me separé de Curt, escribí con Alan Griffiths y fuimos extremadamente prolíficos. Se nos ocurría una canción prácticamente cada día. Al era una especie de genio, capaz de hacer esbozos musicales que eran fáciles de saltar y terminar en una canción. Fue una época increíble, y es más difícil componer con gente a la que aún no conoces".
Elemental se grabó en el recién construido estudio casero de Orzabal, Neptune's Kitchen, y fue coproducido por Orzabal, Griffiths y Tim Palmer. Entre los créditos recientes de Palmer por aquel entonces figuraban la coproducción del Entre los créditos recientes de Palmer por aquel entonces figuraban la coproducción del primer álbum de David Bowie (Tin Machine, 1989) y la mezcla del álbum debut de Pearl Jam, Ten (1991). Orzabal declaró: "Estoy acostumbrado a trabajar de forma autónoma... Diría que este álbum es menos en solitario que Seeds of Love, de hecho.  El equipo con el que trabajé fue increíble: Tim Palmer, el coproductor, y Alan Griffiths, que co-escribió el material". Algunas partes del álbum tienen un sonido rock más alternativo que en anteriores álbumes de Tears for Fears; este sonido se exploraría más en el siguiente álbum de Tears for Fears, Raoul and the Kings of Spain (1995), que Orzabal también grabó con Griffiths y Palmer. (Griffiths también colaboraría con Orzabal en el primer y único álbum oficial en solitario de este último, Tomcats Screaming Outside [2001]).      

Entrevistado veinte años después del lanzamiento de Elemental, Palmer recordaba: "En los 80, [Tears for Fears] tenían fama de tardar mucho en grabar discos, pero así son ellos.  Intenté acelerar las cosas y conseguí hacer el disco en seis meses, lo cual no es un gran logro, pero fue rápido para ellos".Orzabal mandó construir un estudio de grabación en su casa para grabar el álbum. Se llamaba Neptune's Kitchen, y utilizamos mucho cobre rociado con ácido para que pareciera que había estado bajo el agua, y todos los colores son verdes y azules como el mar. Y hay una veleta en lo alto del edificio que es una ballena... Era necesario, económicamente, trabajar en casa porque paso tanto tiempo en los estudios haciendo discos que las facturas se acumulan, y hacerlo en casa era una decisión sensata".
Fue un álbum muy importante para [Orzabal] porque era el primero que hacía sin Curt Smith... Había mucha presión sobre él. En realidad, también fue un disco importante para mí, porque Roland fue uno de los primeros artistas que respondió a mi aportación musical. Yo llegaba al estudio por la mañana y le proponía un par de ideas con la esperanza de que le gustaran, y él venía y me decía: 'Es genial, deberíamos trabajar en ello'. Deberíamos trabajar en ello'... También toqué mucho la batería en el disco. Hubo algo de edición, porque no puedo decir que sea el mejor batería del mundo. Pero estoy ahí, y también toqué algunas guitarras. Fue una gran oportunidad para añadir algo musicalmente a lo que estaba produciendo".
Palmer disfrutó de una buena relación de trabajo con Orzabal durante las sesiones de grabación de Elemental,  y recuerda: "Roland es muy aficionado a los signos del zodíaco. Antes de empezar a trabajar en el disco, nos hizo una carta astral a los dos, la leyó y dijo que pensaba que nos llevaríamos muy bien, y así fue".

## Canciones
La salida de Curt Smith de Tears for Fears influyó en la composición de Roland Orzabal para el nuevo álbum; Orzabal declaró que "muchas de las canciones se escribieron mientras yo estaba, en cierto modo, pasando por el 'divorcio'.... Cosas como "Break It Down Again" se refieren a eso en cierta medida, y "Fish Out of Water", obviamente. Hice psicoterapia durante unos seis años. Dejé de ir regularmente cuando terminé [la canción] "Elemental", lo que creo que probablemente dice algo. Creo que sigo adelante".
El primer single de Elemental, "Break It Down Again", fue un lanzamiento relativamente exitoso, llegando tanto al top 25 de las listas de singles del Reino Unido como de Estados Unidos. Cuando en 2022 le preguntaron a Smith (que volvió a unirse a Tears for Fears en 2000) cuáles eran sus canciones favoritas de "Curt Smith sin Tears for Fears", Smith respondió: "Me gusta mucho 'Break It Down Again'. Tocamos esa canción hoy en día y disfruto tocándola".
"Cold" fue el segundo sencillo de Elemental que se publicó en el Reino Unido, pero no en Estados Unidos. Según cuenta Orzabal en el EPK de Elemental, la canción se inspiró en un encuentro con un fotógrafo alemán que intentaba hacerle fotos mientras estaba en el escenario. El fotógrafo intentó llamar la atención de Orzabal, pero él no estaba de humor para fotos y seguía girando la cara. Al final recibió una nota del fotógrafo preguntándole "cómo puede ser tan frío alguien que hace una música tan cálida". Las dos primeras estrofas de la canción describen este suceso. La letra de la canción, escrita por Orzabal, contiene también referencias a anteriores socios de Tears for Fears, como la línea "Listened to my old friend Nockles, hoped that it would warm the cockles" ("Escuché a mi viejo amigo Nockles, esperaba que calentara los berberechos"). "Nockles" es el apodo del antiguo teclista de Tears for Fears Nicky Holland, compañero de Orzabal en la composición de gran parte del anterior álbum de la banda, The Seeds of Love. Orzabal también arremete contra el antiguo director comercial de Tears for Fears, Paul King, con la letra "A King le pillaron con los dedos en la caja. Where's your calculator, will you leave it in your will?" después de que se descubrieran supuestas discrepancias en la gestión anterior de King de los asuntos financieros de la banda. King se declaró en quiebra en 1990 y, tras ser declarado culpable de actividades fraudulentas posteriores, fue encarcelado en 2004 e inhabilitado para ser director de empresa durante un periodo de diez años. Según Orzabal, "Tras la ruptura [con Smith], las cosas también fueron un completo desastre en el aspecto empresarial... Así que me quedé solo, sin director, sin nadie que me fuera familiar.  Y necesitaba pasar por eso. Se puede oír en una canción como 'Cold', donde digo: 'Mira, necesito distancia, necesito estar sola, no quiero una relación'".
La canción que cierra Elemental, "Goodnight Song", se publicó como segundo sencillo del álbum en Estados Unidos (en lugar de "Cold"). También se publicó como sencillo en algunas partes de Europa, aunque no en el Reino Unido. Los singles "Cold" y "Goodnight Song" incluían como cara B la canción "New Star", que puede escucharse en Gloryland World Cup USA 94, el álbum oficial de la Copa Mundial de la FIFA 1994. También puede escucharse durante los créditos iniciales de la película Threesome de 1994 y aparece en el álbum de la banda sonora de la película, y más tarde se incluyó en los álbumes recopilatorios de Tears for Fears Saturnine Martial & Lunatic (1996) y Shout: The Very Best of Tears for Fears (2001).   
La canción que da título a Elemental se publicó a principios de 1994 como tercer sencillo del álbum en Estados Unidos; la versión maxi CD contiene temas en directo grabados en un concierto de Tears for Fears en el estadio de Wembley el 14 de diciembre de 1993.    
Smith es también el tema de "Fish Out of Water", una canción a la que Orzabal se refirió como su "How Do You Sleep?". (la mordaz canción de John Lennon de 1971 sobre su antiguo compañero de banda y compositor de los Beatles, Paul McCartney). Sobre su relación con Smith en aquella época, Orzabal declaró: "Creo que es similar a la animosidad entre un padre y un hijo; el padre quiere que el hijo crezca y el hijo no quiere crecer. Por el amor de Dios, ¡sal del nido!".
La letra inicial de "Fish Out of Water" es una salva contra Smith ("Siempre dijiste que eras el compasivo/Pero ahora te ríes del sol/Con todos tus amigos de clase alta crees que lo has conseguido/Lo único que has conseguido es ese aspecto bronceado en tu cara/Con todos tus cigarrillos y coches de lujo/No tienes ni idea de quién o qué eres/Sueñas con tu vida..."). La canción también hace referencia a "Neptune's Kitchen" (el estudio en el que se grabó Elemental), el libro de Arthur  The Primal Scream (una gran influencia en las vidas de Orzabal y Smith y en el primer álbum de Tears for Fears The Hurting), y la canción de Tears for Fears de 1983 "Memories Fade". Smith respondió más tarde a "Fish Out of Water" con la canción "Sun King" en su álbum Mayfield (1998). En 2022, Smith declaró: "Me divierte mucho 'Fish Out of Water', que habla de mí de forma muy despectiva. Me pareció muy divertida".
La canción "Dog's a Best Friend's Dog" contiene una referencia a la obra de Samuel Beckett Esperando a Godot ("Dile al Sr. Godot que estoy paseando al perro") y la penúltima canción del álbum, "Brian Wilson Said", es en parte un pastiche de los Beach Boys. El título es una referencia indirecta a la canción de Van Morrison "Jackie Wilson Said (I'm in Heaven When You Smile)", que Morrison escribió sobre uno de sus ídolos, Jackie Wilson. Del mismo modo, Orzabal quería escribir una canción sobre uno de sus ídolos, Brian Wilson, de los Beach Boys.    

## Tour
Tears for Fears apoyó a Elemental con una gira en directo por Norteamérica que tuvo lugar entre agosto y noviembre de 1993, seguida de un concierto en París y cuatro en el Reino Unido en diciembre de 1993. La banda reunida para la gira estaba formada por Roland Orzabal a la voz y guitarra solista, Alan Griffiths a los teclados y guitarra, Gail Ann Dorsey al bajo, Brian MacLeod a la batería, Jeffrey Trott a las guitarras y Jebin Bruni a los teclados. Orzabal mantuvo esta banda para las sesiones de grabación del siguiente álbum de Tears for Fears, Raoul and the Kings of Spain (1995), que se grabó entre 1993 y 1994. Las listas de canciones de 1993, en ocasiones, incluían versiones (una grabación en directo de "Creep" de Radiohead se publicó como cara b en 1996, y la canción siguió siendo un elemento básico de los directos de la banda hasta 2019), así como canciones nuevas, algunas de las cuales aparecerían en Raoul and the Kings of Spain y sus caras b, mientras que "Size of Sorrow" no se publicó hasta 2004 con Curt Smith cantando ahora la canción (Gail Ann Dorsey la había cantado en concierto).

Respecto a la gira Elemental, Orzabal declaró en su momento,
El espectáculo está un poco más centrado y tiene más agallas que antes... El espectáculo de luces es fantástico. Principalmente tocamos el nuevo álbum, obviamente, porque suena muy bien y se traduce muy bien en directo. Pero a menudo pasamos a canciones más antiguas, y ese elemento sorpresa parece funcionar muy bien, el público lo aprecia de verdad... Es mucho más fácil [sin Curt Smith], la verdad. Creo que era muy perezoso en un dúo. Era mucho más emocionante e inspirador cuando teníamos a Oleta Adams con nosotros en la última gira... Pensé que, en este momento de mi carrera, tenía que devolver todo a sus elementos básicos. Para mí, estar en el centro del escenario tiene mucho sentido ahora mismo. Y me divierto mucho. Puedo asumir la responsabilidad de lo que hago".

## Recepción de la crítica
The New York Times escribió que "el álbum muestra al Sr. Orzabal esforzándose conscientemente por hacer grandes declaraciones que carecen de la concisión y espontaneidad de los mejores primeros trabajos de Tears for Fears. También tiene un matiz de mezquindad".Entertainment Weekly escribió que "los estallidos de guitarra sampleada y los ingeniosos trucos de estudio, como Squeeze imitando a los Beatles, te mantienen tarareando obedientemente mientras Orzabal hace juegos de palabras de neurosis adolescente". Trouser Press pensó que el álbum "mantiene esencialmente la dedicación de Orzabal a crear texturas y escenarios notables para canciones pop esencialmente ordinarias surgidas de su personalidad erizada, remota y autocrítica".
Incluso con un Tear for Fear restado de la mezcla - Curt Smith se ha ido, pero Roland Orzabal permanece - el exuberante sonido de Tears for Fears sigue mejorando... Desde que Smith abandonó después de la gira mundial de Seeds of Love en 1991, Orzabal ha tenido que defenderse de la angustia existencial por su cuenta, y lo hace con una gracia y una integridad asombrosas en Elemental. Orzabal, el guitarrista Alan Griffiths y el coproductor Tim Palmer (Pearl Jam, Tin Machine) aportan las técnicas de producción, las suaves secuencias y la arrolladora interacción guitarra-teclado que los fans esperan de Tears for Fears. Temas como "Cold", "Power" y "Break It Down Again" están repletos de caídas libres melódicas, voces armonizadas y superpuestas, teclados burbujeantes y estremecimientos de guitarra... Elemental exhibe el mismo tipo de brillo, juego de palabras y lavado de sonido que floreció en los 80 y sigue luchando por su lugar en las listas de éxitos del rock moderno.

## Títulos
Todas las canciones producidas por Griffiths/Orzabal donde no se indique lo contrario.
1. "Elemental" – 5:30
2. "Cold" (Orzabal) – 5:04
3. "Break It Down Again" – 4:31
4. "Mr. Pessimist" – 6:16
5. "Dog's A Best Friend's Dog" – 3:38
6. "Fish Out Of Water" – 5:07
7. "Gas Giants" – 2:40
8. "Power" - 5:50
9. "Brian Wilson Said" – 4:22
10. "Goodnight Song" – 3:53

## Personal

### Tears for Fears
- Roland Orzabal - voces, instrumentos

### Personal adicional
- Alan Griffiths - instrumentos
- Tim Palmer - instrumentos
- Mark O'Donoughue - piano eléctrico Wurlitzer outro (pista 10)
- Guy Pratt - bajo adicional (pista 4)
- John Baker - coros (pista 2), coros adicionales (pista 3)
- Julian Orzabal - coros (pista 2)